# Kaliurip (Madukara)
Kaliurip is een bestuurslaag in het regentschap Banjarnegara van de provincie Midden-Java, Indonesië. Kaliurip telt 3102 inwoners (volkstelling 2010).